# Yeniköy, Yenice
Yeniköy là một xã thuộc huyện Yenice, tỉnh Karabük, Thổ Nhĩ Kỳ.